# Padola (Bach)
Der Padola (ital. Torrente Padola) ist ein Gebirgsbach in der Provinz Belluno, Region Venetien / Italien.

## Verlauf
Der Padola entspringt nordöstlich des Kreuzbergpasses in den Dolomiten auf Südtiroler Seite.
Als Wasserfall ergießt er sich über einen Felshang auf der venetischen Seite, wird dort von der Strada Statale 52 Carnica überbrückt (Aussichtspunkt) und fließt dann in südöstliche Richtung – teils über Wiesen und teils durch Fichtenwald – talwärts ins Cadore.
Auf dem Gemeindegebiet von Comelico Superiore fließt er durch die gleichnamige Ortschaft und weiter unterhalb von Dosoledo und Candide über die Gemeinde San Nicolò di Comelico nach Santo Stefano di Cadore, wo er auf rd. 900 m Höhe in den Piave mündet.

## Schleuse(Cidolo)und Wasserstube(Stua)von Padola
Die Flößerei war vom Mittelalter bis zum Beginn des Ersten Weltkriegs ein Hauptwirtschaftszweig des Cadore. An zahlreichen Schleusen und Wasserstuben – auch an Boite und Piave – wurden die in den umliegenden Wäldern gefällten Baumstämme aufgehalten und für den Weitertransport ins Verteilungszentrum Perarolo di Cadore eingesammelt.
Die Schleuse südlich der Ortschaft Padola – ein von einer Holzbrücke überbauter Damm – ist die einzige im Cadore, die noch erhalten ist. Möglicherweise ist sie auch die älteste; sie wird jedenfalls bereits in einem Kaufvertrag von 1521 sowie in weiteren Dokumenten von 1537 und 1635, die die Rechtsinhaber dokumentieren, genannt. In den Jahren 1818–19 wurde die Anlage mit Steinblöcken rekonstruiert. Für touristische Zwecke wurde sie Anfang des 21. Jahrhunderts restauriert und wieder begehbar gemacht.
In Perarolo die Cadore erklärt seit 2005 das Museo del Cidolo e del Legname die Flößerei, die es bis 1915, als sie durch den Eisenbahntransport abgelöst wurde, im Cadore gegeben hat.